# Dennis Iapichino
Dennis Iapichino, né le 27 juillet 1990 à Frauenfeld, est un footballeur suisse jouant au poste de latéral gauche. Il possède également la citoyenneté italienne.

## Biographie

### Suisse (2008-2012)
Il est prêté par le FC Bâle au FC Bienne pour une partie de la saison 2009-2010. Il joue douze matchs avec ce club en deuxième division.
Il est ensuite prêté au FC Lugano pour la saison 2010-2011, dans cette même division. Il joue avec Lugano 25 matchs de championnat, pour un but inscrit, et dispute également deux matchs en Coupe de Suisse. Il s'engage ensuite avec ce même club pour la saison 2011-2012.

### Major League Soccer

#### Impact de Montréal (2012-2013)
Le 11 juillet 2012, Iapichino signe en faveur de l'Impact de Montréal, club évoluant en Major League Soccer. Il quitte ce club le 7 août 2013.
Il remporte avec l'Impact, le championnat canadien en 2013.

#### D.C. United (2013)
Il signe ensuite avec un autre club de MLS, D.C. United, le 15 août 2013.
Au total, il dispute vingt-deux rencontres en MLS (seize avec l'Impact et six avec D.C. United).
Après un passage en MLS, il retourne en Suisse de 2014 à 2016, au côté du FC Winterthour. Il dispute avec cette équipe une cinquantaine de matchs en deuxième division.

### Italie

#### Robur Sienne (2016-2018)
Iapichino s'engage avec Sienne en 2016. Il se sépare de ce club en 2018, après environ 70 matchs disputés en Serie C (troisième division).

#### AS Livourne (2018-2019)
Il s'engage ensuite en Série B avec l'AS Livourne lors de l'été 2018.
Lors de la saison 2018-2019, il joue six matchs en Serie B.

### Retour en Suisse

#### Servette FC (2019-2020)
Le 25 janvier 2019, il rejoint en prêt le club du Servette FC, pour la fin de la saison 2018-2019.
Avec cette équipe, il inscrit deux buts en Challenge League lors de la seconde partie de saison. Il remporte dans le même temps le titre de champion de deuxième division.
Le 1er juillet 2019, il rejoint le club de manière définitive.
Lors de la saison 2019-2020, il dispute une vingtaine de matchs en Super League.

#### FC Sion (depuis 2020)
En 2020, il rejoint le FC Sion.

## Palmarès
| Impact de Montréal - Championnat canadien (1) : - Vainqueur : 2013. |  | Servette FC - Championnat de Suisse deuxième division (1) : - Champion : 2018-19. |